# Llista d'asteroides/137101-137200
| Nom      | Designació provisional | Data de descobriment   | Lloc de descobriment | Descobridor/s        |
| -------- | ---------------------- | ---------------------- | -------------------- | -------------------- |
| 137101 - | 1998 YN17              | 22 de desembre de 1998 | Kitt Peak            | Spacewatch           |
| 137102 - | 1998 YL19              | 25 de desembre de 1998 | Kitt Peak            | Spacewatch           |
| 137103 - | 1998 YP27              | 27 de desembre de 1998 | Anderson Mesa        | LONEOS               |
| 137104 - | 1998 YU30              | 16 de desembre de 1998 | Anderson Mesa        | LONEOS               |
| 137105 - | 1998 YK31              | 22 de desembre de 1998 | Kitt Peak            | Spacewatch           |
| 137106 - | 1999 AQ5               | 12 de gener de 1999    | Oizumi               | T. Kobayashi         |
| 137107 - | 1999 AT6               | 9 de gener de 1999     | Višnjan Observatory  | K. Korlević          |
| 137108 - | 1999 AN10              | 13 de gener de 1999    | Socorro              | LINEAR               |
| 137109 - | 1999 AL11              | 7 de gener de 1999     | Kitt Peak            | Spacewatch           |
| 137110 - | 1999 AN12              | 7 de gener de 1999     | Kitt Peak            | Spacewatch           |
| 137111 - | 1999 AX18              | 13 de gener de 1999    | Kitt Peak            | Spacewatch           |
| 137112 - | 1999 AF20              | 13 de gener de 1999    | Kitt Peak            | Spacewatch           |
| 137113 - | 1999 AG20              | 13 de gener de 1999    | Kitt Peak            | Spacewatch           |
| 137114 - | 1999 AT24              | 15 de gener de 1999    | Caussols             | ODAS                 |
| 137115 - | 1999 AZ30              | 14 de gener de 1999    | Kitt Peak            | Spacewatch           |
| 137116 - | 1999 BL2               | 19 de gener de 1999    | Caussols             | ODAS                 |
| 137117 - | 1999 BK4               | 19 de gener de 1999    | San Marcello         | A. Boattini, L. Tesi |
| 137118 - | 1999 BV4               | 19 de gener de 1999    | Caussols             | ODAS                 |
| 137119 - | 1999 BU6               | 21 de gener de 1999    | Caussols             | ODAS                 |
| 137120 - | 1999 BJ8               | 20 de gener de 1999    | Catalina             | CSS                  |
| 137121 - | 1999 BJ11              | 20 de gener de 1999    | Caussols             | ODAS                 |
| 137122 - | 1999 BX12              | 24 de gener de 1999    | Višnjan Observatory  | K. Korlević          |
| 137123 - | 1999 BX21              | 18 de gener de 1999    | Socorro              | LINEAR               |
| 137124 - | 1999 BH30              | 19 de gener de 1999    | Kitt Peak            | Spacewatch           |
| 137125 - | 1999 CT3               | 10 de febrer de 1999   | Socorro              | LINEAR               |
| 137126 - | 1999 CF9               | 12 de febrer de 1999   | Socorro              | LINEAR               |
| 137127 - | 1999 CV22              | 10 de febrer de 1999   | Socorro              | LINEAR               |
| 137128 - | 1999 CQ31              | 10 de febrer de 1999   | Socorro              | LINEAR               |
| 137129 - | 1999 CE34              | 10 de febrer de 1999   | Socorro              | LINEAR               |
| 137130 - | 1999 CM38              | 10 de febrer de 1999   | Socorro              | LINEAR               |
| 137131 - | 1999 CN39              | 10 de febrer de 1999   | Socorro              | LINEAR               |
| 137132 - | 1999 CL43              | 10 de febrer de 1999   | Socorro              | LINEAR               |
| 137133 - | 1999 CE54              | 10 de febrer de 1999   | Socorro              | LINEAR               |
| 137134 - | 1999 CJ60              | 12 de febrer de 1999   | Socorro              | LINEAR               |
| 137135 - | 1999 CK63              | 12 de febrer de 1999   | Socorro              | LINEAR               |
| 137136 - | 1999 CL88              | 10 de febrer de 1999   | Socorro              | LINEAR               |
| 137137 - | 1999 CU95              | 10 de febrer de 1999   | Socorro              | LINEAR               |
| 137138 - | 1999 CC98              | 10 de febrer de 1999   | Socorro              | LINEAR               |
| 137139 - | 1999 CM98              | 10 de febrer de 1999   | Socorro              | LINEAR               |
| 137140 - | 1999 CH105             | 12 de febrer de 1999   | Socorro              | LINEAR               |
| 137141 - | 1999 CL112             | 12 de febrer de 1999   | Socorro              | LINEAR               |
| 137142 - | 1999 CZ113             | 12 de febrer de 1999   | Socorro              | LINEAR               |
| 137143 - | 1999 CT115             | 12 de febrer de 1999   | Socorro              | LINEAR               |
| 137144 - | 1999 CL117             | 12 de febrer de 1999   | Socorro              | LINEAR               |
| 137145 - | 1999 CA135             | 7 de febrer de 1999    | Kitt Peak            | Spacewatch           |
| 137146 - | 1999 CS145             | 8 de febrer de 1999    | Kitt Peak            | Spacewatch           |
| 137147 - | 1999 CW145             | 8 de febrer de 1999    | Kitt Peak            | Spacewatch           |
| 137148 - | 1999 CA151             | 9 de febrer de 1999    | Kitt Peak            | Spacewatch           |
| 137149 - | 1999 CB151             | 9 de febrer de 1999    | Kitt Peak            | Spacewatch           |
| 137150 - | 1999 CX155             | 12 de febrer de 1999   | Anderson Mesa        | LONEOS               |
| 137151 - | 1999 DO                | Caussols               | ODAS                 |                      |
| 137152 - | 1999 DY4               | 17 de febrer de 1999   | Socorro              | LINEAR               |
| 137153 - | 1999 EC                | 6 de març de 1999      | Prescott             | P. G. Comba          |
| 137154 - | 1999 EN                | 6 de març de 1999      | Kitt Peak            | Spacewatch           |
| 137155 - | 1999 EA4               | 12 de març de 1999     | Kitt Peak            | Spacewatch           |
| 137156 - | 1999 EF4               | 12 de març de 1999     | Kitt Peak            | Spacewatch           |
| 137157 - | 1999 EW10              | 14 de març de 1999     | Kitt Peak            | Spacewatch           |
| 137158 - | 1999 FB                | Socorro                | LINEAR               |                      |
| 137159 - | 1999 FO1               | 16 de març de 1999     | Kitt Peak            | Spacewatch           |
| 137160 - | 1999 FF32              | 19 de març de 1999     | Socorro              | LINEAR               |
| 137161 - | 1999 FK34              | 19 de març de 1999     | Socorro              | LINEAR               |
| 137162 - | 1999 FW35              | 20 de març de 1999     | Socorro              | LINEAR               |
| 137163 - | 1999 FE40              | 20 de març de 1999     | Socorro              | LINEAR               |
| 137164 - | 1999 FO51              | 20 de març de 1999     | Socorro              | LINEAR               |
| 137165 - | 1999 FP68              | 20 de març de 1999     | Apache Point         | SDSS                 |
| 137166 - | 1999 FS81              | 20 de març de 1999     | Apache Point         | SDSS                 |
| 137167 - | 1999 GC3               | 7 d'abril de 1999      | Kitt Peak            | Spacewatch           |
| 137168 - | 1999 GK3               | 7 d'abril de 1999      | Kitt Peak            | Spacewatch           |
| 137169 - | 1999 GY9               | 9 d'abril de 1999      | Mount Hopkins        | O. A. Naranjo        |
| 137170 - | 1999 HF1               | 20 d'abril de 1999     | Anderson Mesa        | LONEOS               |
| 137171 - | 1999 HM7               | 19 d'abril de 1999     | Kitt Peak            | Spacewatch           |
| 137172 - | 1999 HJ9               | 17 d'abril de 1999     | Socorro              | LINEAR               |
| 137173 - | 1999 JY4               | 10 de maig de 1999     | Socorro              | LINEAR               |
| 137174 - | 1999 JH5               | 10 de maig de 1999     | Socorro              | LINEAR               |
| 137175 - | 1999 JA11              | 14 de maig de 1999     | Socorro              | LINEAR               |
| 137176 - | 1999 JZ11              | 13 de maig de 1999     | Socorro              | LINEAR               |
| 137177 - | 1999 JK12              | 8 de maig de 1999      | Catalina             | CSS                  |
| 137178 - | 1999 JT15              | 10 de maig de 1999     | Socorro              | LINEAR               |
| 137179 - | 1999 JQ16              | 15 de maig de 1999     | Kitt Peak            | Spacewatch           |
| 137180 - | 1999 JF20              | 10 de maig de 1999     | Socorro              | LINEAR               |
| 137181 - | 1999 JA30              | 10 de maig de 1999     | Socorro              | LINEAR               |
| 137182 - | 1999 JG40              | 10 de maig de 1999     | Socorro              | LINEAR               |
| 137183 - | 1999 JX49              | 10 de maig de 1999     | Socorro              | LINEAR               |
| 137184 - | 1999 JG63              | 10 de maig de 1999     | Socorro              | LINEAR               |
| 137185 - | 1999 JT70              | 12 de maig de 1999     | Socorro              | LINEAR               |
| 137186 - | 1999 JT72              | 12 de maig de 1999     | Socorro              | LINEAR               |
| 137187 - | 1999 JC74              | 12 de maig de 1999     | Socorro              | LINEAR               |
| 137188 - | 1999 JE85              | 14 de maig de 1999     | Socorro              | LINEAR               |
| 137189 - | 1999 JU87              | 12 de maig de 1999     | Socorro              | LINEAR               |
| 137190 - | 1999 JC88              | 12 de maig de 1999     | Socorro              | LINEAR               |
| 137191 - | 1999 JG88              | 12 de maig de 1999     | Socorro              | LINEAR               |
| 137192 - | 1999 JL89              | 12 de maig de 1999     | Socorro              | LINEAR               |
| 137193 - | 1999 JB96              | 12 de maig de 1999     | Socorro              | LINEAR               |
| 137194 - | 1999 JJ103             | 13 de maig de 1999     | Socorro              | LINEAR               |
| 137195 - | 1999 JJ114             | 13 de maig de 1999     | Socorro              | LINEAR               |
| 137196 - | 1999 JS129             | 12 de maig de 1999     | Socorro              | LINEAR               |
| 137197 - | 1999 KA1               | 17 de maig de 1999     | Catalina             | CSS                  |
| 137198 - | 1999 KR2               | 16 de maig de 1999     | Kitt Peak            | Spacewatch           |
| 137199 - | 1999 KX4               | 20 de maig de 1999     | Socorro              | LINEAR               |
| 137200 - | 1999 KX12              | 18 de maig de 1999     | Socorro              | LINEAR               |